# 類毒素

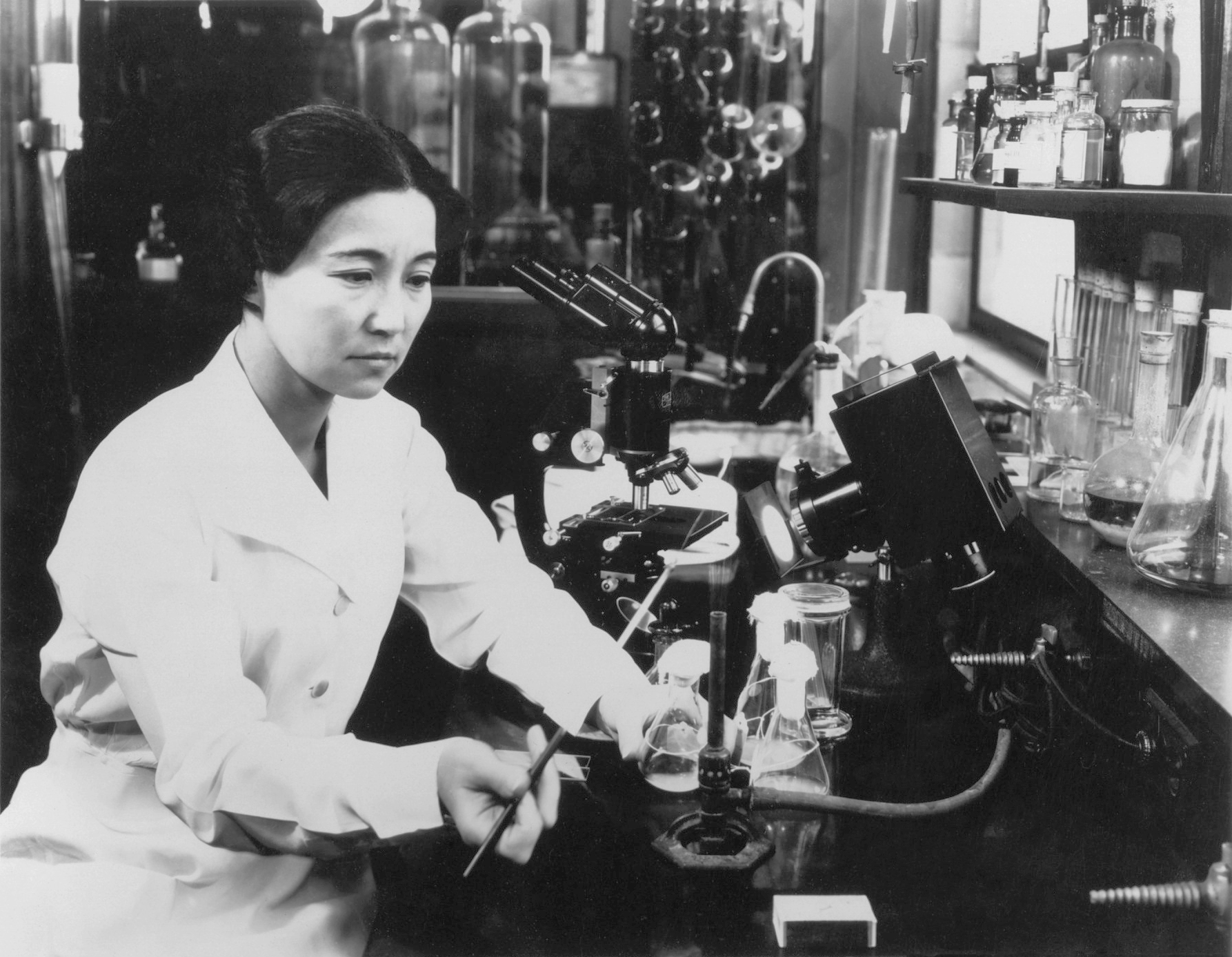
Ruby Hirose在研究血清和抗毒素

類毒素（toxoid）是一種細菌毒素（一般是外毒素），在經過化學處理或加熱後，其毒性已被抑制，甚至沒有毒性，但包括免疫原性在內的其他特性仍保留。若類毒素用來作為疫苗接種，會產生免疫反應，免疫系統會記憶類毒素的分子特性，但因為毒性較弱，比較不會造成對應的病症。在國際醫療文獻中，這種製備法會稱為anatoxin或anatoxine。有類毒素可以預防白喉、破傷風及肉毒桿菌中毒。
類毒素用來作為疫苗的原因是會引發對原始毒素的免疫反應，或是增加抗體的反應（因為类毒素标记和毒素标记都會保留下來）。例如破傷風類毒素是由破傷風梭菌分泌的破伤风痉挛毒素所製備。像百白破疫苗中就有破傷風類毒素。肉毒桿菌毒素是由肉毒桿菌產生，後者會產生致命的肉毒桿菌中毒，而肉毒桿菌類毒素即為其疫苗。有時病患在接種疫苗後會有一些副作用，一般而言，副作用是因為免疫反應以及之後清除類毒素的效果，不是類毒素本身的直接影響。類毒素的毒性較弱，甚至沒有毒性，因此影響也會比毒素輕微許多。
類毒素也可用在人體抗毒素的製造上。美國有許多的血漿中心使用多劑的破傷風類毒素來開發製造人體抗破傷風免疫球蛋白（抗破伤风免疫球蛋白 TIG，或是HyperTet (c)）所需要的免疫球蛋白，以取代已開發國家使用馬血清的破傷風抗毒素。